# Pasco (provins)
Pasco (spanska: Provincia de Pasco) är en av de tre provinser som utgör departementet Pasco i de centrala delen av Anderna i Peru. Det gränsar i norr till Ambo (Huánuco); i öster till Oxapampa; i söder med provinserna Junín och Yauli (Junín); i väster till provinserna Oyón, Huaura och Huaral (Lima), och i nordväst till provinsen Daniel A. Carrión. Befolkningen uppgår till 254 065 personer (2017).

## Historia
Provinsen skapades den 27 november 1944, under regeringen Manuel Prado y Ugarteche.
Enligt spanska krönikor flyttade ett folk som hette ’’Pumpus’’ från djungeln till Pasco och konfronterade inkafolket och det slutade med att de integrerades i Tahuantinsuyu. Cerro de Pasco tilldrog sig spanjorernas intresse tack vare minfyndigheterna.

## Geografi
Provinsen har en yta av 4758,57 km² och ligger på en altitud av drygt 4 380 m ö.h.
Cerro de Pasco är en av de högst belägna städerna i världen.

## Indelning
Provinsen Pasco indelas i tretton distrikt. Folkmängd och centralort framgår av tabellen.
| Distrikt i provinsen Pasco          | Distrikt i provinsen Pasco | Distrikt i provinsen Pasco |
| ----------------------------------- | -------------------------- | -------------------------- |
| Distrikt                            | Centralort                 | Folkmängd 2017             |
| Chaupimarca                         | Cerro de Pasco             | 25 627                     |
| Huachón                             | Huachón                    | 4 333                      |
| Huariaca                            | Huariaca                   | 6 925                      |
| Huayllay                            | Huayllay                   | 9 577                      |
| Ninacaca                            | Ninacaca                   | 3 877                      |
| Pallanchacra                        | Pallanchacra               | 1 738                      |
| Paucartambo                         | Paucartambo                | 11 216                     |
| San Francisco de Asís de Yarusyacán | Yarusyacán                 | 4 459                      |
| Simón Bolívar                       | San Antonio de Rancas      | 12 663                     |
| Ticlacayán                          | Ticlacayán                 | 3 261                      |
| Tinyahuarco                         | Tinyahuarco                | 6 755                      |
| Vicco                               | Vicco                      | 3 392                      |
| Yanacancha                          | Yanacancha                 | 29 192                     |
| Total                               | Total                      | 123 015                    |